# 霍禹
霍禹（？—前66年），西汉政治人物，大司马。权臣霍光和妻子显之子、皇后霍成君的哥哥。

## 生平
开始为中郎将。前68年，父亲霍光去世，霍禹为右将军、袭封博陆侯。他和堂侄乐平侯霍山、冠阳侯霍云等人，扩建門第，飲酒玩樂。前67年，霍禹被汉宣帝任命为大司马，却没得到印绶，实际上是被設計解除兵权。
霍禹、霍山、霍云被解除兵權之後，天天发牢骚。母亲显告诉了他们，她毒杀汉宣帝前任皇后许平君的事情。又加上汉宣帝立平君之子奭為太子。霍禹、霍云、霍山等人越来越害怕，打算發動兵變，计划杀害丞相魏相、平恩侯许广汉，废黜汉宣帝，立霍禹为帝。前66年七月，事情败露，霍云、霍山自杀，霍禹被腰斩，霍家一族遭到滿門抄斬，皇后霍成君被废。

## 家庭
- 父亲：霍光
- 母亲：□显（谋反被诛）
- 妹妹：霍成君（自杀）
- 妻子：□氏
- 女儿：霍□，女婿：王汉